# Tatianus
Tatianus, (Tatian) död omkring år 185, var en assyrisk kristen konvertit och författare, som var verksam i Rom under 100-talet. Han var lärjunge till Justinus Martyren, och författare till verken Oratio ad Graecos och  Diatessaron.

## Liv
I sitt verk Oratio annons Graecos, kap. xlii ( Antenicenska fäderna , ii 81-82) skrev Tatianus själv att han var född i "assyriernas land". 
Han kom till Rom, där han stannade en tid. Här tycks Tatianus för första gången ha stött på kristendomen. Enligt hans egen skildring var det främst hans avsky för de hedniska kulterna som ledde honom till att studera religion. Tatianus anslöt sig till den kristna religionen och blev elev till Justinus Martyren. Under denna tid tävlade kristna filosofer med de grekiska sofisterna, och i likhet med Justinus öppnade Tatianus en kristen skola i Rom. Hur länge han var verksam i Rom är inte känt. 
Efter Justinus död år 165 finns vissa oklarheter i Tatianus liv. Irenaeus anmärker (Haer., I., xxvlii. 1,Ante-nicenska fäderna,i. 353) att efter Justinus död uteslöts Tatianus ur kyrkan på grund av hans asketism samt att han var anhängare till den gnostiska ledaren Valentinus. Det är klarlagt att Tatianus lämnade Rom, kanske för att vistas en tid i antingen Grekland eller Alexandria, där han kan ha undervisat Clement.[källa behövs] Epiphanius berättar att Tatianus grundade en skola i Mesopotamien, vars inflytande var utbrett till Antiochia i Syrien, Kilikien och särskilt i Pisidien, men hans påstående kan inte verifieras. Enligt nuvarande vetenskaplig uppfattning dog Tatianus omkring år 185.
Den asketiska karaktär, som den syriska kristendomen bar så sent som under Aphraates tid, var inte präglad av Tatianus utan hade ett äldre ursprung.